# Joyce Ziske

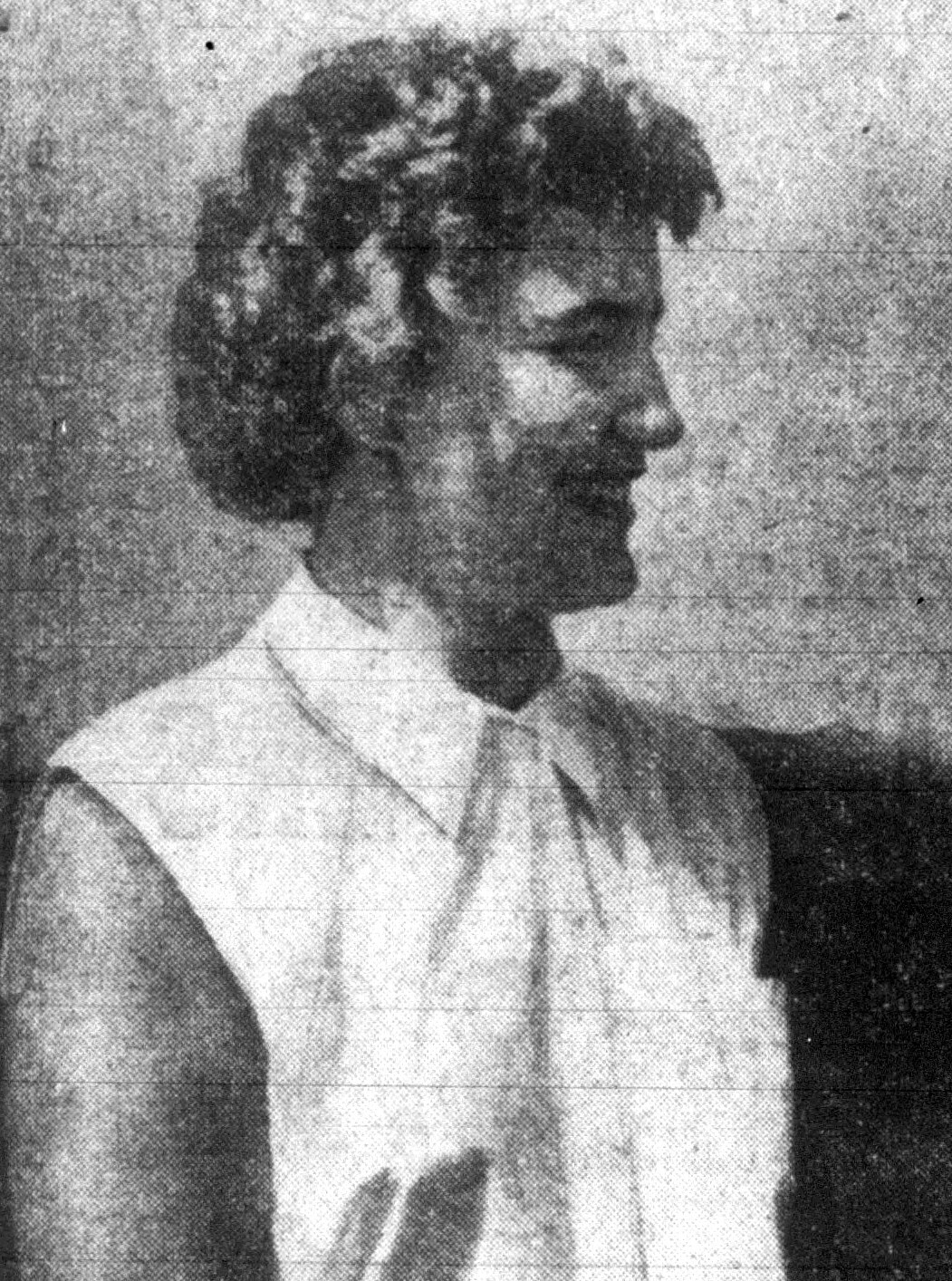
Joyce Ziske, ca 1953.

Joyce Ziske Malison, född 1935, är en amerikansk golfspelare.
Ziske växte upp i Milwaukee där hon hjälpte till att plocka bollar på en driving range. När hon var 14 år fick hon spela en uppvisningsrunda på 9 hål tillsammans med Patty Berg och efter att ha tagit examen vid Milwaukee Pulaski High School 1952 började hon sin amatörkarriär.
Hon blev medlem på den amerikanska LPGA-touren 1955 och mellan 1956 och 1960 vann hon fem tävlingar på touren inklusive seger i majortävlingen Womens Western Open. Hon kom dessutom tvåa i elva andra LPGA-tävlingar. Med sina tre LPGA-segrar 1960 tillhörde hon det året toppskiktet på LPGA-touren tillsammans med Mickey Wright (sex segrar), Louise Suggs (fyra segrar), Betsy Rawls (fyra segrar) och Wiffi Smith (tre segrar). Dessa fem spelare vann 20 av de 25 LPGA-tävlingar som spelades det året.
I januari 1961 gifte hon sig med Tom Malison och efter det spelade hon aldrig mer någon tävling på LPGA-touren.

## Meriter

### Majorsegrar
- 1960 Womens Western Open

### LPGA-segrar
- 1956 Syracuse Open
- 1959 Howard Johnson Invitational
- 1960 Hoosier Celebrity, Wolverine Open

| Majorsegrare genom tiderna                                                                                   |               |             |                 |               |
| 100 olika spelare har vunnit i damernas majortävlingar. Joyce Ziske var den 22:a spelaren som vann en major. |               |             |                 |               |
| 1:a | 21:a          | 22:a        | 23:e            | 100:e         |
| Mrs. Lee Mida                                                                                                | Mickey Wright | Joyce Ziske | Mary Lena Faulk | Paula Creamer |
| Lista över golfens majorsegrare                                                                              |               |             |                 |               |